# Listel (numismática)

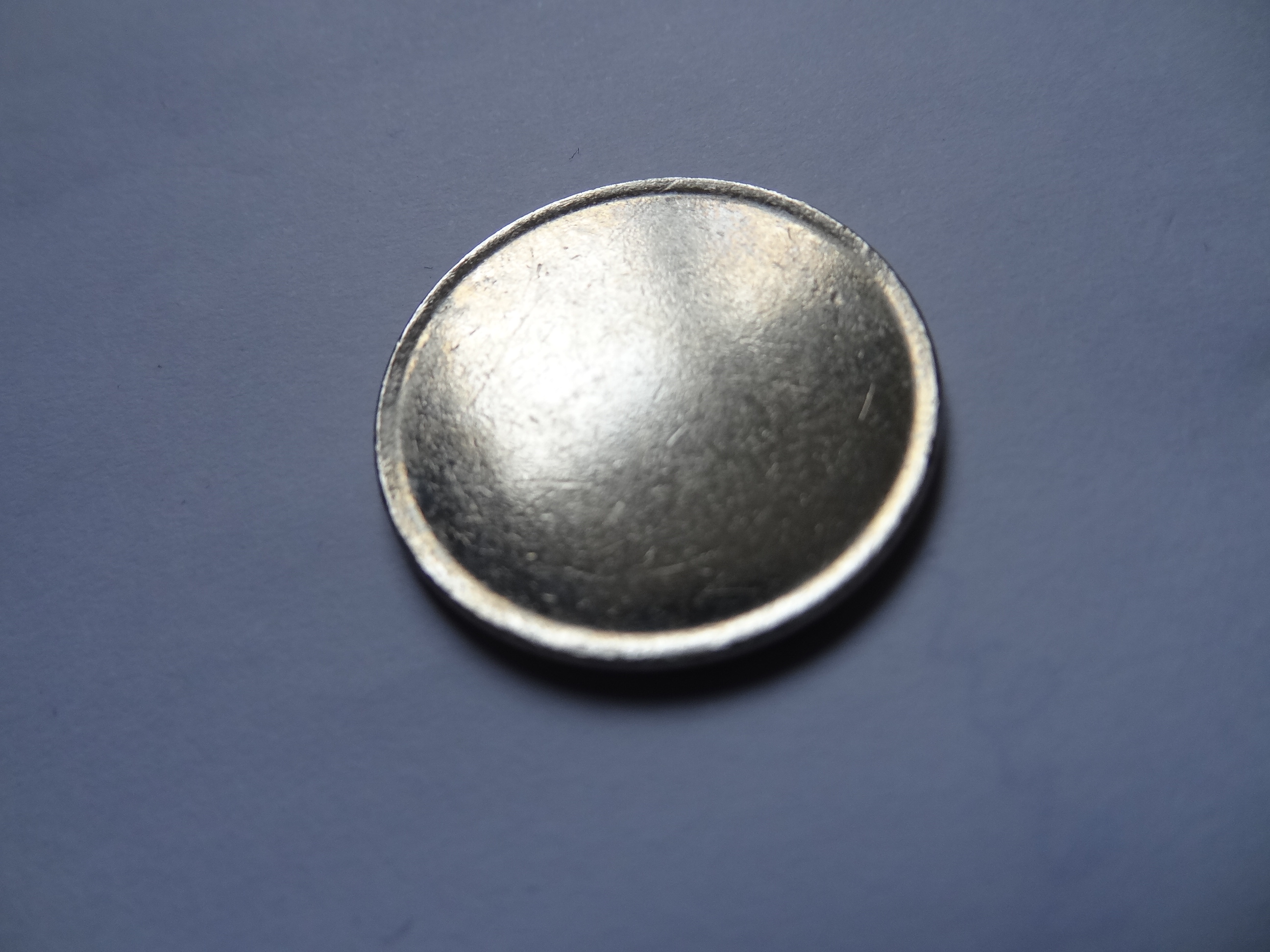
Cospel con el listel ya levantado.

Un listel, filete o ribete (en inglés: rim, en francés: cordon, listel), en terminología numismática, es un resalte en el borde de una moneda, generalmente circular, que rodea completamente el perímetro tanto por el anverso como por el reverso. 
Deja en su zona interna la grafila u orla formada por granos o líneas continuas o discontinuas. No debe confundirse con el canto de la moneda, que también se conoce como su "tercera cara".
Al ser un estampado elevado en las caras, evita el daño o desgaste del grabado o inscripciones y facilita que las monedas puedan apilarse fácilmente.
Como las monedas antiguas no tenían listel, se desgastaban más fácilmente. Por eso, se suele utilizar con frecuencia en las emisiones de las monedas contemporáneas.